# 香港2008年2月

## 2月29日
（請按此參閱當天之報章頭條）
- 政府公布下年度勾地表注入26幅新地皮，當中10幅是首次引入的限作酒店用地，另外亦有多幅商貿及住宅地皮撥入勾地表中。發展局局長林鄭月娥指，每塊地均列明高度限制及地積比率等發展參數，可增加土地發展的明確性。 明報 （页面存档备份，存于）

## 2月28日
- 粵港澳三方就港珠澳大橋融資安排達成共識，除私人投資部分，餘下的補貼金額，香港會承擔超過一半。三地各自的口岸和連接線會由當地政府負責興建，其中主航道路段將採用海底隧道，並修建兩個人工島，提供橋隧轉換設施。 明報 （页面存档备份，存于）

## 2月27日
- 財政司長曾俊華發表新一份財政預算案，由於庫房盈餘創下歷史新高，建議向市民實施多項寬減措施。 香港政府新聞公報 （页面存档备份，存于）、維基新聞
  - 在薪俸稅方面，財政司司長提出將薪俸稅稅階稅階由35,000港元增至40,000港元，並寬減07-08年度的75%薪俸稅項。而基本免稅額則由100,000港元增至108,000港元，而子女免稅額及供養父母/祖父母或祖父母外的免稅額亦會提高。
  - 在商業活動方面，政府會將公司利得稅率下調至16.5%，並寬減07-08年度75%的利得稅，上限為25,000港元。此外，政府將免收08-09年度的商業登記費，並取消酒店房租稅及除烈酒外的酒類飲品稅項，以促進旅遊及餐飲業的發展。
  - 在物業及基建方面，政府將免收全年四季差餉，並一次過寬減上年度的75%物業稅，上限為25,000港元。另政府將於勾地表中加入10幅限作酒店的用地，並擬將3幢位於灣仔的政府大樓遷往他區，並考慮興建新貨櫃碼頭及機場跑道的可行性。
  - 至於在照顧弱勢社群方面，政府將向綜援受助人發放一個月的標準金額，並會代繳一個月住宅租金。另政府將增撥4,500港元以加強託兒服務，並向每個住宅電力戶口提供1,800元電費補助，而月薪低於10,000元者亦獲一筆6,000元的強積金。
  - 而政府亦會投放資源予長者，政府將一次過額外發放3000港元予領取生果金的長者，並增撥6000萬港元增加日間長者護理名額及資助安老宿位，並預留10億港元資助有需要長者維修自住物業，另預留2億港元協助長者改善家居環境。
  - 另隨著人口老化，長者人數將於2033年增至217萬人，曾俊華強調要提升香港的勞工生產力，並吸引更多年輕人才到港工作。而政府亦會先在財政儲備中撥出500億港元作醫療融資的啟動資金，待醫療融資方案落實後發放予市民。
  - 政府於上年度經營盈餘達637億港元，而財政營餘則達1,156億港元。財政儲備為4,849億港元，各項均為歷年之冠。預算案估計，2008年香港經濟增長為4至5%。而本年度將錄得75億港元財政赤字，但估計於2009-2010年度恢復盈餘。
  - 曾俊華晚上出席財政預算案論壇，他承認現時稅基狹窄，年內會向公眾諮詢開徵新稅以擴闊稅基的議題。另曾俊華又指預算案雖擴闊稅階，令近10萬人跌出稅網，但隨市民收入增加，估計他們數年內會再次跌入稅網，相信長遠不影響稅收。

## 2月26日
（請按此參閱當天之報章頭條）
- 消息指政府將大幅增加勾地表土地，共62幅土地可被勾出，是歷年最多。其中十幅新增土地會列明只用作興建酒店。消息人士指出，此舉是由於訪港旅客人次增加，酒店設施不敷應用，故須增加酒店用地以應付香港旅遊業的發展。 [來源請求]
- 受一道冷鋒影響，香港天文台再次發出寒冷天氣警告。天文台指東北季候風為本港帶來冷空氣，入夜後氣溫逐步下降，翌日港九市區氣溫約為11度，預計氣溫至周末才回暖，天文台提醒市民添衣禦寒，並特別留意長者及兒童，慎防他們著涼。 [來源請求]
- 政府正式就立法會議員鄭經翰申請成立新電台「雄濤廣播」展開公眾諮詢，鄭經翰對申請感到樂觀，有信心會獲批准發放牌照。「雄濤廣播」共有9名股東，包括行會成員夏佳理、東亞銀行主席李國寶、前教統局長李國章及鄭經翰本人等。 明報 （页面存档备份，存于）
- 中電正調查昨午發生電壓驟降事件，並指電壓驟降時會發生，但不影響整體供電。消防處在電力驟降時於九龍和新界接獲逾50宗困苢報告。初步調查發現是荔枝角電力設施出現故障。中電將儘快完成調查報告並呈交予政府處理。 明報 （页面存档备份，存于）

## 2月25日
（請按此參閱當天之報章頭條）
- 香港電台節目主持周融宣佈應徵廣播處長一職，他不滿多名人士較早前的言論是歧視及侮辱，行動是要證明自己雖沒有大學學位，但憑豐富的經驗和能力也能勝任此職。周融未有估計自己的勝算，但相信自己是合適人選。 明報 （页面存档备份，存于）
- 政府將於翌日刊登公告，就立法會議員鄭經翰等人成立商營電台的申請，諮詢公眾意見。新電台雄濤廣播將使用AM810頻道作廣播，並計劃在獲發聲音廣播牌照後12個月內啟播。市民可於3月17日或之前向廣管局提交意見。 香港政府新聞公報 （页面存档备份，存于）、明報 （页面存档备份，存于）

## 2月24日
- 醫管局呼籲於1976年11月28日至12月7日期間在在贊育醫院出生約100名男嬰及約100名產婦，自願接受基因測試。局方較早前證實兩名於當時出生的男嬰被調亂身份，局方會根據醫院唯一現存當年產婦的資料，盡量聯絡相關人士。 [來源請求]
- 藝人沈殿霞的追思會將於3月2日舉行，屆時將播放沈殿霞葬禮的片段，市民可寄信到無線電視外事部索取入場券，估計可容納7000名市民出席。另大會將於追思會結束後開放會場，市民可攜同鮮花向沈殿霞作最後致敬。 [來源請求]

## 2月22日
（請按此參閱當天之報章頭條）
- 藝人裸照案，香港警務處長鄧竟成疑介入調查，疑親自與陳冠希會面。 明報 （页面存档备份，存于）
- 環球版大富翁舉行網上投票選擇城市，香港及其他大中華區城市恐怕無一入圍。 維基新聞、明報 （页面存档备份，存于）

## 2月21日
（請按此參閱當天之報章頭條）
- 香港藝人淫照案關鍵人物陳冠希公開承認照片為自己拍攝，向公眾及受害人道歉，並宣佈退出香港娛樂圈。 維基新聞
- 程翔獲假釋後首度露面，表示問心無愧自己從來沒有做間諜的主觀意圖，問心無愧。 維基新聞

## 2月20日
（請按此參閱當天之報章頭條）
- 政府刊登廣告再次公開招聘廣播處長，入職條件與首次公開招聘時相若，但應徵者毋須擁有大學學位。立會議員張文光及港台職工會質疑政府內部已有既定人選，並度身訂做入職要求，但政府強調是因應行業情況而彈性處理。 明報 （页面存档备份，存于）
- 藝人沈殿霞的女兒鄭欣宜與生前好友陳淑芬舉行記者會，交代沈的後事。鄭欣宜形容母親離世時很安詳，並感謝各界關心和支持，自己會努力學習做一個負責任的女性。沈殿霞的遺體將在下周於親屬陪同下，運返加拿大溫哥華安葬。 明報 （页面存档备份，存于）
  - 另一方面，沈殿霞的追思會將於3月2日在紅館舉行，期間將播出葬禮的片段，市民可免費入場參與。沈殿霞的好友陳淑芬表示，沈殿霞臨終前不讓他人探訪，是希望其開心果的形象永留人間，故即使見不到她最後一面，也無需遺憾。 [來源請求]
  - 而民政事務局長曾德成則表示，鑑於市民十分懷念藝人沈殿霞，康文署轄下的電影資料館將儘快舉辦沈殿霞作品回顧展，而文化博物館亦正考慮舉辦沈殿霞演藝文物展覽。另對於有建議追頒獎章給沈殿霞，政府須交相關部門決定。 明報 （页面存档备份，存于）
- 另民政事務局長曾德成又指，近期淫照風波反映科技發展令網上色情物品氾濫，對家庭及學校構成壓力。局方已下定決心推動西九文化區，以提升港人的文化質素及品味，並讓市民更懂得欣賞高雅藝術，改善網絡淫褻及偷窺文化所帶來的問題。 文匯報 （页面存档备份，存于）

## 2月19日
（請按此參閱當天之報章頭條）
- 藝人沈殿霞於早上8時38分在瑪麗醫院病逝，終年60歲。醫院方面應其親屬要求，將不會談論她的死訊。沈殿霞的女兒鄭欣宜和親人於中午離開醫院，她們神情哀傷，未有發表講話，她們被現場大批傳媒包圍，情況一度混亂。 明報1 （页面存档备份，存于）、2 （页面存档备份，存于）、3 （页面存档备份，存于）、維基新聞
- 各界對沈殿霞離世均感難過，行政長官曾蔭權稱沈殿霞的笑聲伴著港人成長，對她逝世感到難過。行會成員周梁淑怡則讚揚沈對演藝行業貢獻良多，其離世是演藝界的損失。前電視節目監製蔡和平亦讚揚沈的專業精神無人可替。 明報1、2 （页面存档备份，存于）

## 2月18日
（請按此參閱當天之報章頭條）
- 新地主席郭炳湘因個人理由於即日起暫時休假，其職將由副主席郭炳江及郭炳聯分擔。新地發言人指主席於休假時發出通告是為加強公司透明度，強調主席健康絕無問題。證券業人士姚浩然認為新地業務健全，並不會因此事而受影響。 明報 （页面存档备份，存于）
- 涉及疑似藝人裸照事件的鍾欣桐於17日晚在TVB籌款節目中獻唱，廣播事務管理局於翌日隨即約2,300宗投訴，成為廣管局收到最多投訴的單一事件。 明報 （页面存档备份，存于）
- 香港政府公佈2008年香港立法會選舉定於9月7日舉行，有意參選的候選人可在7月19日至8月1日的提名期內報名參加。 明報 （页面存档备份，存于）
- 在香港連續生效了594.5小時（近25天）的寒冷天氣警告於早上9時30分取消，成為香港40年來最長的寒潮。 明報 （页面存档备份，存于）

## 2月17日
- 渣打香港馬拉松圓滿結束，逾4.2萬名跑手參賽。 明報 （页面存档备份，存于）

## 2月16日
- 道瓊斯內幕交易案的東亞銀行主席李國寶決定辭去行會成員一職，他在聲明中指事件對行政長官和行政會議困擾，冀這可令事件儘快平息。行政長官曾蔭權發表聲明稱曾向李國寶作挽留，但李仍堅持辭職，曾蔭權最終接納其請辭。 明報[]

## 2月15日
（請按此參閱當天之報章頭條）
- 涉嫌在網上發布1張疑似藝人裸照而被令扣押8個星期的鍾亦天被撤銷控罪，當庭釋放。 明報 （页面存档备份，存于）、維基新聞

## 2月14日
- 運輸署批准新渡輪調高往返長洲往來中環及離島橫水渡的票價，但另外四條離島航線則因船公司要求加價過高而須重新招標，並協助船公司減輕營運成本，有船公司指油價飆升使他們必須加價，但離島居民則擔心會加重其負擔。 明報 （页面存档备份，存于）
- 大埔運頭塘邨發生縱火案，兩名少年涉嫌在所住的亨樓33樓電梯大堂縱火被捕。 維基新聞

## 2月13日
- 渠務署開展淨化海港計劃第二期甲工程，以處理港島西區流出的污水，估計工程於2014年完成後，維港海水氧含量可增5%，並適合舉行渡海泳活動。另署方引入新的導向鑽探技術，以更準確地了解地下百多米的地質及水文資料。 [來源請求]
- 有娛樂雜誌把近日於網上藝人裸照製成相片集發行，並以大篇幅報導一條於互聯網上流傳的13分鐘不雅短片的內容，這事成為翌日各大傳媒的重點新聞。此舉已教育界和其他傳媒嘩然，指有關雜誌和色情雜誌已無兩樣。 [來源請求]
- 港股承接美股升勢，早段高開408點後持續上升，最多升612點，並接近250平均線；但內地股市下跌，拖累午後恆指升幅收窄，收報23,169點，升247點，成交825億港元。藍籌股個別發展，匯豐及中移動均上升，但太古A及國泰則下跌。 [來源請求]

## 2月12日
（請按此參閱當天之報章頭條）
- 恆指跟隨外圍反彈，止跌回升。大市隨外圍高開337點，最多升逾530點。但尾市升幅收窄，收報22,921點，升305點，成交縮減至672億港元。藍籌股普遍向上，出口股及石油股更受追捧，利豐、思捷、中石油及中海油均升逾2%。 明報[]

## 2月11日
（請按此參閱當天之報章頭條）
- 港股於12年來首次紅盤低開，恆指低開64點後沽壓沉重，尾市更受期指急跌拖累，收報22,616點，跌853點，成交縮減至764億。港交所主席夏佳理在出席開市儀式時提醒股民，外圍市況不穩，市場充滿挑戰，投資者要謹慎化危為機。 明報 （页面存档备份，存于）
- 涉及網上不雅照片風波的藝人鍾欣桐，首次現身回應事件。她承認自己以前很天真，現在已長大，並對事件對社會的影響深感抱歉，日後會積極面對人生。影視處至今共接獲34宗有關報章報道手法不常的投訴，現已處理有關個案。 明報 （页面存档备份，存于）

## 2月10日
（請按此參閱當天之報章頭條）
- 大批市民在農曆新年假期結束後回港，全日至晚上10時共有451,000人經各口岸入境，其中經羅湖入境的有178,000人，經落馬洲入境的則有79,000人。入境處稱下午3至4時及晚上6至7時是入境高峰期，旅客過境需約10至15分鐘。 [來源請求]
- 港聯以2:1反勝夏德奪賀歲盃冠軍，夏德在上半場憑罰球直射入網領先，但港聯的哥倫在下半場則兩次頭鎚破網而反勝對手。另彭拿路及蔚山現代於法定時間1:1賽和，彭拿路最後以互射十二碼4:3領先蔚山現代而奪得季軍。 明報 （页面存档备份，存于）

## 2月9日
- 沙田馬場舉行賀歲賽馬，全日共有86,630名馬迷入場，投注額達11億2900萬港元，兩者均較去年上升。馬會主席陳祖澤對入場人數及氣氛均感滿意，不擔心澳門娛樂事業會構成競爭，另馬會在場內設捐款箱，以賑濟內地雪災災民。 明報 （页面存档备份，存于）

## 2月8日
- 賀歲煙花匯演晚上在維港舉行，警方估計有37萬人在兩岸觀賞。是次煙花匯演出現多種新款圖案，有觀眾稱煙花極具創意且色彩繽紛。行政長官曾蔭權伉儷到會展主持煙花啟動儀式，其後曾蔭權更舉起照相機，拍照煙花盛放的情景。 明報
- 鄉議局主席劉皇發一眾新界鄉紳到沙田車公廟祈福，劉皇發為香港求得一枝上簽，寓意香港有新景象，繁華繁盛，但港人仍需努力及珍惜眼前景況。而沙田鄉事委員會亦為沙田求得上簽。適逢是日為車公誕，大批市民到廟祈福。 明報 （页面存档备份，存于）
- 一艘駁艇下午在東涌沙螺灣對開海面翻沉，船上16人墮海，他們自行游回岸邊，其中兩名嬰兒要送院檢查，當局正調查意外原因，懷疑有人涉及超載。離島區議會副主席周轉香指假日遊人眾多，要求渡輪公司靈活調動班次。 明報 （页面存档备份，存于）

## 2月7日
- 賀歲花車巡遊晚上在尖沙咀舉行，當局估計約有六萬人在沿途觀看，不少市民稱讚花車裝飾精緻、氣氛熱鬧，亦有市民認為本年封路範圍太闊，使花車與觀眾之距離增加，而感到不夠親切，亦有觀眾因天氣寒冷而提早離場。 明報 （页面存档备份，存于）
- 賀歲盃足球賽：港聯 2:1 彭拿路、夏德 2:1 蔚山現代。香港商業電台新聞[永久]、明報 （页面存档备份，存于）

## 2月6日
- 行政長官曾蔭權發表新春賀辭，他憶述年少時，家人均預早為過節作準備，而隨着時代進步，社會比以前富裕，新年裝飾也愈來愈精緻，然而曾蔭權認為過節最重要的是一家大小能聚首一堂。最後他祝願市民家庭和睦，萬事如意。 香港政府新聞公報 （页面存档备份，存于）

## 2月5日
（請按此參閱當天之報章頭條）
- 因間諜罪被內地判監五年的新加坡《海峽時報》記者程翔獲假釋返港。程翔獲釋的消息在早上傳出，並乘直通車由廣州返港，大批傳媒到紅磡車站等候，但程翔未有露面。行政長官曾蔭權對程翔獲釋表示高興，並祝願他身體康健。 明報 （页面存档备份，存于）
- 行政長官曾蔭權伉儷下午到維園年宵市場逛年宵，他們先到由一批中學生開設的攤檔，購買攬枕和毛公仔，又到另一攤檔購買了錦鯉咕𠱸，最後他在一花檔以388港元購買一棵蝴蝶蘭。曾蔭權前後逗留15分鐘，並花了676港元辦年貨。 明報 （页面存档备份，存于）

## 2月4日
- 警方再就疑似藝人不雅照片案再起訴一名男子，明早在東區法院提堂。警方估計照片源頭是有人將電腦交付維修，但被人不誠實地複製檔案並將資料發放。警方一共找到逾1,300張相片，涉及六名女性，會聯絡有關人士協助調查。 明報 （页面存档备份，存于）
- 而藝人陳冠希則透過短片回應事件，他指很多無辜者的生活受邪惡及犯罪行為影響，而事件亦使他感到受傷害及沮喪，並為此向受影響人致歉。他呼籲網民不要將圖片轉載或傳送，並將有關圖片立刻銷毀，冀可治療受害者的傷痛。 明報 （页面存档备份，存于）

## 2月3日
（請按此參閱當天之報章頭條）
- 沙田車公廟路一條直徑60厘米的食水管爆裂，大量食水不斷湧出路面，水務署由下午一時起暫停附近樓宇的食水供應，並派水車向居民供水。停水影響居民預備團年飯及大掃除，有區議員指當區近年已多次爆水管，要求署方儘快更換。 明報 （页面存档备份，存于）
- 一列東鐵列車於駛至沙田站時車底冒煙，消防接報後到月台戒備，並疏散約400名乘客。港鐵經初步調查後懷疑列車電線短路致冒煙及漏油，而肇事列車則被拖到車廠檢驗。工程人員其後仔細檢查路軌及抹走油污，列車服務未受影響。 明報 （页面存档备份，存于）

## 2月1日
（請按此參閱當天之報章頭條）
- 被控發布多張藝人不雅照片的29歲男子鍾亦天在屯門裁判法院提堂，裁判官郭偉健指事件案情嚴重，一張照片亦足以到當事人構成極大傷害，極可能判處監禁，故不准被告保釋，還柙監房看管。案件押後至3月28日再提堂。 明報 （页面存档备份，存于）
- 政務司長唐英年對雪災表示深切慰問，特區政府將盡最大努力配合內地救援辦的工作，並已聯絡各賑災機構儘快展開工作。另唐英年又呼籲港商為民工提供食宿，讓民工留在原地渡歲，並盼市民能包容及諒解食品價格可能上升。 明報 （页面存档备份，存于）
- 不少志願機構響應呼籲展開賑災工作，其中紅十字會獲特區政府撥出800萬港元賑災，將用來購買食物及禦寒衣物賑濟災民。而宣明會亦已撥出40萬元，以協助災區救援工作，兩家機構均已開設銀行戶口接受市民捐款。 紅十字會、 （页面存档备份，存于）
- 一名男子承認於1月21日在尖沙咀襲擊一名有線電視攝影師，辯方求情時稱事發時被告因朋友受傷，認為記者阻礙救護工作，並非有心傷人，被告事後亦感後悔並冀獲輕判。案件押後至2月21日再審，被告還柙監房看管。 明報 （页面存档备份，存于）
- 2008年新春巡遊匯演將於年初一晚舉行，是屆匯演將有12部花車及25支表演隊伍參與，有花車以鼠年及奧運馬術比賽作主題，亦有花車以可循環再用的物料佈置。另有來自日本的表演隊伍，擬邀請居港的日本人一同表演。 明報 （页面存档备份，存于）
- 全港14個年宵市場開始營業，大部分攤檔均以出售老鼠公仔應節，亦有攤檔出售狀似奧運火炬的吹氣棒。而年花則受雪災使來貨減少而需加價；但冷天氣又使植物遲開花，擔心營業額會下跌。有市民則稱經濟向好，消費會較去年略多。 明報 （页面存档备份，存于）

## 有用參考連結
- 網站：雅虎香港 | Google香港 | 香港政府新聞網 | 新浪網新聞
- 報章：明報 | 明報即時新聞網 | 成報 | 蘋果日報 | 星島日報 | 香港經濟日報 | 大公報 | 文匯報 | am730 | 南華早報 | 頭條日報 | 晴報 |
- 電台：商業電台 | 新城電台 | 香港電台 | 澳門電台
- 電視：有線新聞 | 無綫新聞 | 亞視新聞 | now新聞台| 澳門電視台
- 其他：英文維基新聞（香港） | 英文維基新聞（澳門） | 網政廿一 | 獨立媒體 | BBC中文網 | Oh My News 國際版本 | 亞洲時報 | 獨立新聞在線 | 全球之聲 | 香港人網